# 吉利忠張
吉利 忠張（よしとし ただはる）は、安土桃山時代から江戸時代前期にかけての武将。島津氏の家臣。

## 出自
吉利氏は島津氏庶流で元は島津姓であるが、父・吉利忠澄が薩摩国吉利を領していたため、島津貴久の命で吉利氏に改姓した。忠張はその嫡男で鉄砲の名手であり、幼少の時より島津義弘に仕えた。

## 略歴
天正18年（1590年）、義弘の嫡子・久保が小田原征伐に出陣する際、その供をする16騎の内の一人となった。文禄元年（1592年）、義弘・久保親子に従い文禄・慶長の役に従軍し朝鮮に渡海する。その際（新羅侵攻戦、泗川の戦いのいずれか）、忠張は二尺六寸の刀を振るって沢山の首級を討ち取り、帰国後に1,000石を加増された。
慶長4年（1599年）、伊集院忠真が起こした庄内の乱では島津忠恒に従い出陣する。忠張は忠真とは従兄弟であったため、このときに敵方に言葉を掛けられるという事があったが、忠張は嫌疑を掛けられぬようこれに返答しなかった。翌慶長5年（1600年）の関ヶ原の戦いでは、加藤清正が島津領への侵攻を企図したため、忠張は水俣に出陣、佐敷浦海上で清正の家臣・井口伊賀介と合戦に及んでいる。慶長19年（1614年）及び翌慶長20年（1615年）の大坂の陣にも家久（忠恒）と共に出陣、元和7年（1621年）に下総守の受領名を賜り、寛永12年（1635年）7月に恒吉地頭、12月に飯野地頭を仰せ付かった。
その後は、忠恒の後を継いだ薩摩藩2代藩主・島津光久の参勤の際には島津久賀、入来院重高（重国とも）と共に年寄役としてこれに従った。
慶安5年（1652年）、鹿児島にて死去。